# Cam Christie
Cameron Hannaford Christie (* 24. Juli 2005 in Arlington Heights, Illinois, USA) ist ein US-amerikanischer Basketballspieler auf der Position des Shooting Guards. Er spielte College-Basketball für die Minnesota Golden Gophers und steht seit 2024 bei den Los Angeles Clippers in der NBA unter Vertrag und spielt für das Ausbildungsteam San Diego Clippers in der NBA G-League.

## Frühes Leben
Christie wuchs in Arlington Heights, Illinois auf und besuchte die Rolling Meadows High School. Er spielte dort im Basketball-Team und erreichte Durchschnittswerte von 22 Punkten, 4 Rebounds und 3 Assists in seinem Junior-Jahr.

## College-Karriere
Christie gab bekannt, für die Minnesota Golden Gophers zu spielen. Er begann seine Freshman-Saison als Reservespieler und gab sein Debüt bei einem 102:76-Sieg gegen die UTSA Roadrunners, bei dem er 18 Punkte erzielte. Am 6. Dezember 2023 stand er bei einem 76:65-Sieg gegen die Nebraska Cornhuskers das erste Mal in der Startaufstellung. Christie beendete die Saison mit 11,3 Punkten, 3,6 Rebounds und 2,2 Assists pro Spiel. Am Ende der Saison gab er bekannt, sich für den kommenden NBA Draft anzumelden.

## Professionelle Karriere
Christie wurde am 27. Juni 2024 im NBA Draft 2024 in der zweiten Runde mit dem 46. Pick von den Los Angeles Clippers ausgewählt. Er unterschrieb seinen ersten Profivertrag am 5. Juli 2024. Er gab sein Profidebüt in der Ausbildungsliga NBA G-League bei einem 122:107-Sieg gegen die Rip City Remix. Dort erzielte er 14 Punkte, 7 Rebounds und 1 Assist. 

## Persönliches
Christies älterer Bruder Max ist ebenfalls Basketballspieler und steht aktuell bei den Los Angeles Lakers in der NBA unter Vertrag.